# Reprezentacja grupy
Reprezentacja grupy – każdy homomorfizm grupy w grupę przekształceń liniowych odwracalnych ustalonej przestrzeni liniowej nad zadanym ciałem.

## Definicja
Reprezentacją grupy {\displaystyle G} w przestrzeni liniowej {\displaystyle V} nad ciałem {\displaystyle K} jest homomorfizm grupy {\displaystyle G} w pełną grupę liniową {\displaystyle GL(V).}
Wymiar przestrzeni wektorowej {\displaystyle V} nazywamy wymiarem reprezentacji.

## Minimalność
Jeśli {\displaystyle G} jest skończona, to minimalnym (bądź wiernym) stopniem tej grupy, oznaczanym symbolem {\displaystyle \mu (G),} nazywa się najmniejszą liczbę naturalną {\displaystyle n,} dla której {\displaystyle G} jest podgrupą grupy symetrycznej {\displaystyle S_{n}} rzędu {\displaystyle n;} dowolne takie zawieranie nazywa się minimalną (bądź wierną) reprezentacją grupy {\displaystyle G.}

## Charaktery
Niech {\displaystyle V} będzie zespoloną przestrzenią wektorową. Charakterem reprezentacji {\displaystyle \varphi } nazywamy odwzorowanie {\displaystyle \chi _{\varphi }\colon G\to \mathbb {C} ,\;\chi _{\varphi }(g)=\operatorname {tr} \,\varphi (g),} gdzie {\displaystyle g\in G,} zaś {\displaystyle \operatorname {tr} } jest operatorem śladu.

## Iloczyny tensorowe i sumy proste
Suma prosta reprezentacji to odwzorowanie {\displaystyle \oplus } przypisujące dwu reprezentacjom danej grupy nad tym samym ciałem reprezentację przypisującą każdemu elementowi grupy sumę prostą odwzorowań przypisywanych mu przez te reprezentacje.
Dla
{\displaystyle \varphi :G\to GL(V),}
{\displaystyle \psi :G\to GL(W),}
jest to
{\displaystyle \varphi \oplus \psi :G\to GL(V\oplus W),}
{\displaystyle (\varphi \oplus \psi )(g)=\varphi (g)\oplus \psi (g).}
Analogicznie iloczyn tensorowy reprezentacji to odwzorowanie {\displaystyle \otimes } przypisujące dwu reprezentacjom danej grupy nad tym samym ciałem reprezentację przypisującą każdemu elementowi grupy iloczyn tensorowy odwzorowań przypisywanych mu przez te reprezentacje.
Dla
{\displaystyle \varphi :G\to GL(V),}
{\displaystyle \psi :G\to GL(W),}
jest to
{\displaystyle \varphi \otimes \psi :G\to GL(V\otimes W),}
{\displaystyle (\varphi \otimes \psi )(g)=\varphi (g)\otimes \psi (g).}